# Skull Valley (Utah)
Pour les articles homonymes, voir Skull Valley.
La Skull Valley est une vallée de 64 km de long située dans l'est du Comté de Tooele au sud-ouest du Grand Lac Salé dans l'Utah aux États-Unis. La vallée est orientée nord-sud, mais tourne doucement au nord-est pour rejoindre la Stansbury Bay au sud du Grand Lac Salé.
Le sud et le sud-ouest de la Skull Valley bordent le sud-est du Désert du Grand Lac Salé au niveau de Dugway et au niveau d'une ligne de crêtes sud-est des Cedar Mountains.
La Réserve indienne de la Skull Valley est située au sud de la vallée au sud-ouest du pied des Stansbury Mountains. Au sud-est, la vallée se rétrécit entre les Stansbury Mountains et les Cedar Mountains et à l'ouest, entre Willow Patch Springs et Scribner Spring, une région de ruisseaux, venant des Stansburys Mountains, et de sources issues de la vallée. Les ruisseaux et les sources provenant des Onaqui Mountains au nord-ouest alimentent également le sud-est de la vallée.

## Description
La Skull Valley est orientée nord-sud. Elle se rétrécit légèrement au nord-est vers Stansbury Bay. Les Lakeside Mountains au niveau de Delle et la partie nord-ouest des Stansbury Mountains vers Timpie forment la partie la plus étroite de la vallée. La Skull Valley avec certaines parties du massif montagneux, forment la rive sud-ouest du Grand Lac Salé.
Au niveau du rétrécissement, au sud-ouest, se trouve une ligne de crêtes de 26 km de long formant le périmètre ouest des Cedar Mountains, qui séparent les régions du Dugway Proving Ground et du Désert du Grand Lac Salé du sud-ouest de la Skull Valley.
Le centre de la vallée est adjacent à Iosepa à l'ouest. Il est constitué d'une région accidentée formée de puits, de terres inondées par les ruisseaux et les eaux de ruissellement voisins. Cette région fait approximativement 6,5 km dans sa partie la plus large au sud-ouest de Iosepa et s'étend sur 11 km au nord vers le début des marais salants du Grand Lac Salé.

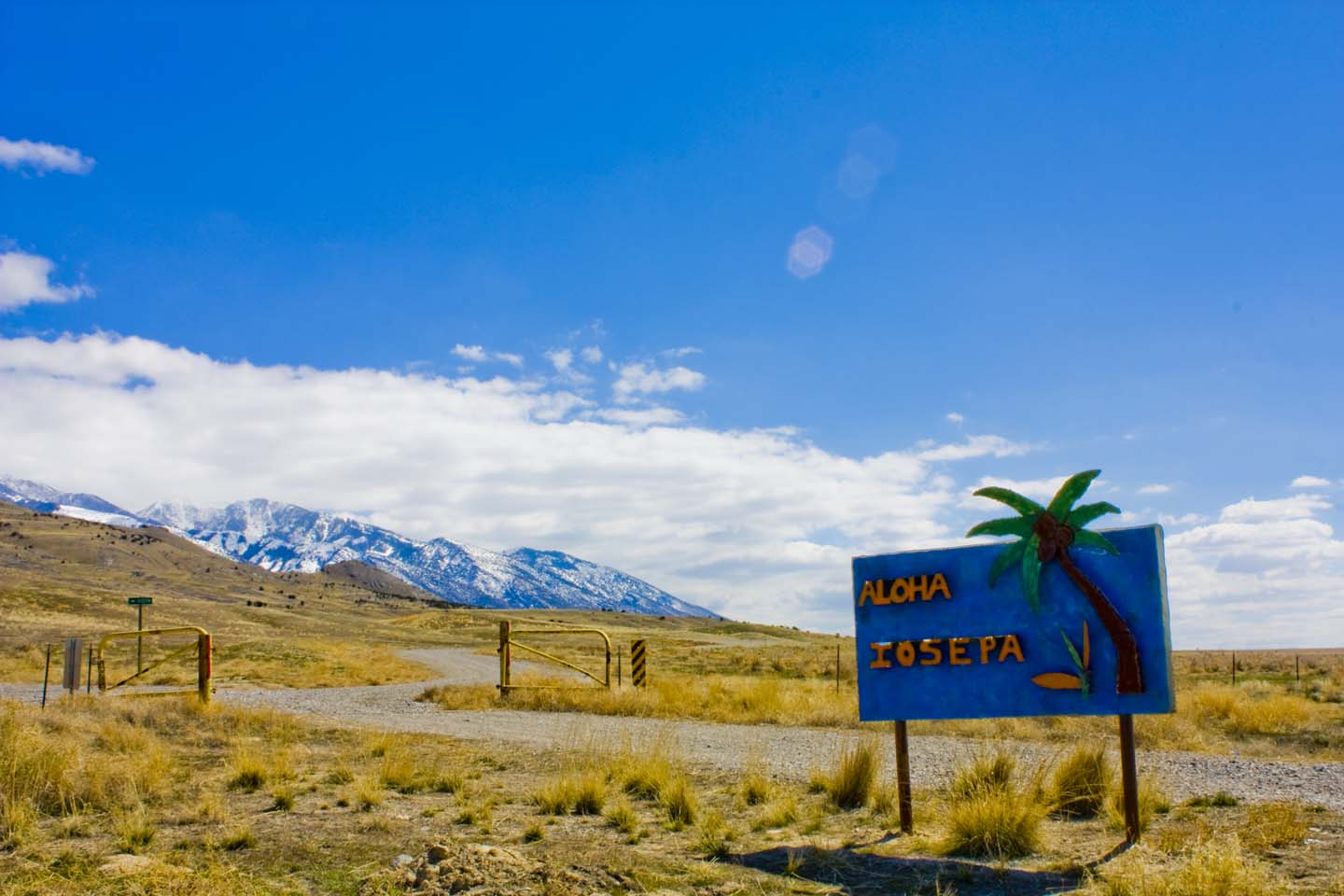
Vue sud depuis Iosepa, est des Stansbury Mountains
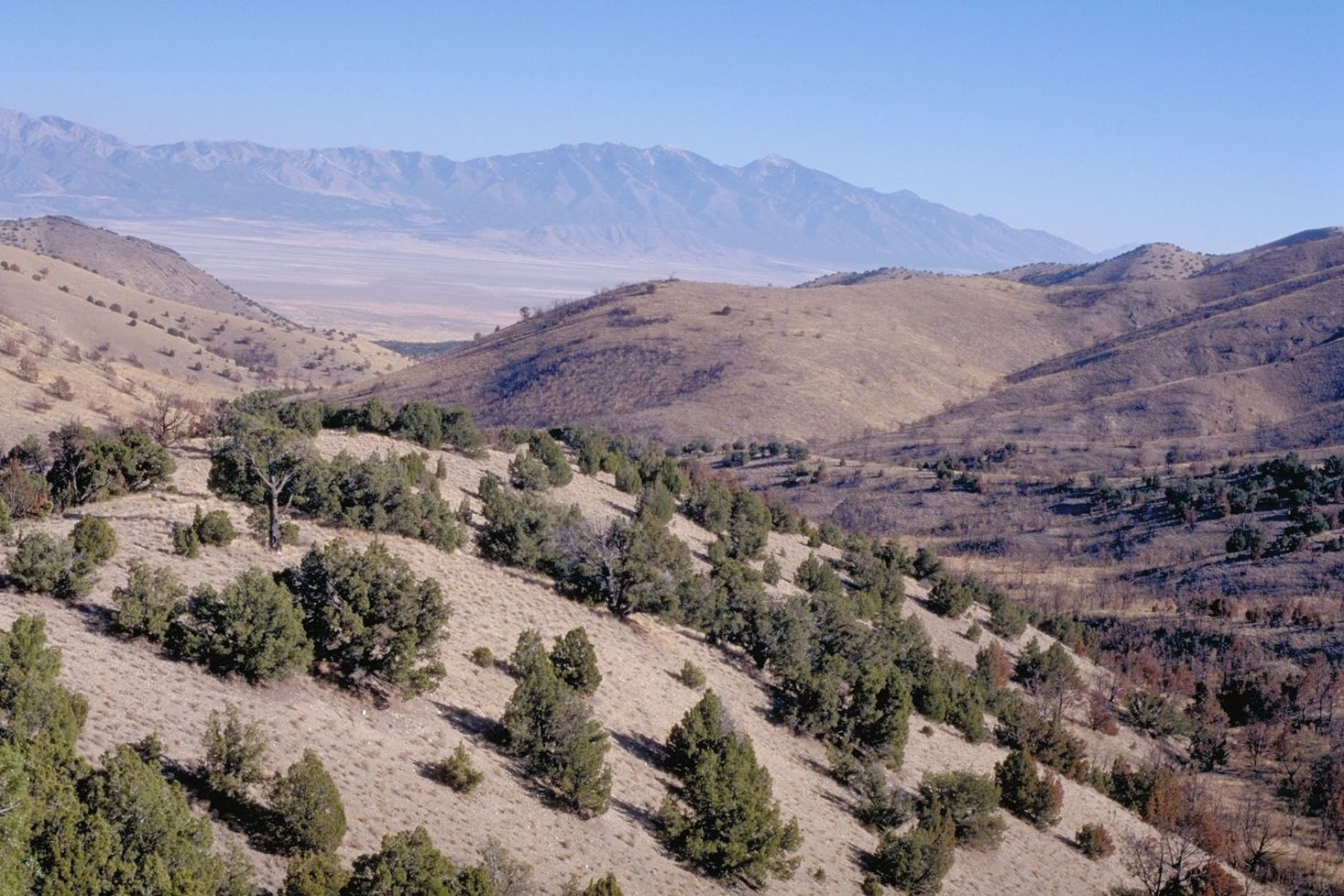
Vue sud-est à l'ouest des Stansburys (au-dessus du centre de la Skull Valley), depuis la Cedar Mountain Wilderness, dans les Cedar Mountains

## Sources
- (en) Cet article est partiellement ou en totalité issu de l’article de Wikipédia en anglais intitulé « Skull Valley (Utah) » (voir la liste des auteurs).